# Hamrars naturreservat
Hamrars naturreservat är ett naturreservat i Region Gotland på Gotland.
Området är naturskyddat sedan 2022 och är 45 hektar stort. Reservatet ligger sydost om Bunge kyrka vid kusten och består av äldre barrblandskog, rikkärr samt en havsstrand. 